# Umhausen
Umhausen är en ort och  kommun i distriktet Imst i förbundslandet Tyrolen i Österrike. 
Kommunen består av sex orter (Ortschaften) (inom parentes invånarantal 1 januari 2024) :
- Farst (9)
- Köfels (44)
- Niederthai (345)
- Östen (463)
- Tumpen (662)
- Umhausen (1 991)